# Divize C 1981/1982
V soubojích 17. ročníku České divize C 1981/82 se utkalo 16 týmů dvoukolovým systémem podzim–jaro. Tento ročník začal v srpnu 1981 a skončil v červnu 1981.

## Nové týmy v sezoně 1981/82
Z 2. ligy – sk. A 1980/81 nesestoupilo do Divize C žádné mužstvo. Z krajských přeborů ročníku 1980/81 postoupila vítězná mužstva TJ Spartak Hlinsko z Východočeského krajského přeboru a TJ JZD Rozvoj Posázaví Jílové u Prahy ze Středočeského krajského přeboru. Také sem bylo přeřazeno mužstvo TJ Zetor Brno z Divize D a TJ BSS Brandýs nad Labem z Divize B.

## Výsledná tabulka
| Poř. | Tým                                   | Z  | V  | R  | P  | VG | OG | B  |
| ---- | ------------------------------------- | -- | -- | -- | -- | -- | -- | -- |
| 1.   | TJ Spartak Choceň                     | 26 | 16 | 4  | 6  | 48 | 30 | 36 |
| 2.   | TJ Lokomotiva Pardubice               | 26 | 15 | 5  | 6  | 49 | 36 | 35 |
| 3.   | TJ Jawa Metaz Týnec nad Sázavou       | 26 | 12 | 6  | 8  | 32 | 28 | 30 |
| 4.   | TJ Spartak Hlinsko                    | 26 | 12 | 5  | 9  | 39 | 33 | 29 |
| 5.   | TJ Spartak Vysoké Mýto                | 26 | 12 | 4  | 10 | 39 | 36 | 28 |
| 6.   | TJ Transporta Chrudim                 | 26 | 9  | 9  | 8  | 77 | 33 | 27 |
| 7.   | TJ Zetor Brno                         | 26 | 11 | 4  | 11 | 35 | 39 | 26 |
| 8.   | TJ BSS Brandýs nad Labem              | 26 | 9  | 7  | 10 | 27 | 33 | 25 |
| 9.   | TJ Spartak Hradec Králové "B"         | 26 | 10 | 3  | 13 | 44 | 45 | 23 |
| 10.  | TJ LIAZ Jablonec nad Nisou „B“        | 26 | 6  | 10 | 10 | 33 | 34 | 22 |
| 11.  | TJ Lokomotiva Trutnov                 | 26 | 8  | 6  | 12 | 31 | 37 | 22 |
| 12.  | SK Sparta Kutná Hora                  | 26 | 7  | 8  | 11 | 44 | 51 | 22 |
| 13.  | VTJ Hradec Králové                    | 26 | 7  | 7  | 12 | 26 | 36 | 21 |
| 14.  | TJ JZD Rozvoj Posázaví Jílové u Prahy | 26 | 8  | 2  | 16 | 38 | 51 | 18 |

Poznámky:
- Z = Odehrané zápasy; V = Vítězství; R = Remízy; P = Prohry; VG = Vstřelené góly; OG = Obdržené góly; B = Body

|  | Postup do 3. ligy – sk. B 1982/83                |
|  | Přechod do Divize D 1982/83                      |
|  | Sestup do příslušného oblastního přeboru 1982/83 |